# Meesterklasse 2008/09
In der Meesterklasse 2008/09 wurde die 86. niederländische Mannschaftsmeisterschaft im Schach ausgespielt. Niederländischer Mannschaftsmeister wurde der Titelverteidiger Hilversums Schaakgenootschap.
Zu den gemeldeten Mannschaftskader siehe Mannschaftskader der Meesterklasse 2008/09.

## Spieltermine
Die Wettkämpfe wurden ausgetragen am 27. September, 1. und 22. November, 13. Dezember 2008, 7. Februar, 7. und 28. März, 18. April und 10. Mai 2009. 

## Saisonverlauf
Der Titelverteidiger Hilversums Schaakgenootschap war eine Klasse für sich und gewann alle Wettkämpfe. Schon vor der letzten Runde war Hilversum der Titel nicht mehr zu nehmen. Aus der Klasse 1 waren die Schaakvereniging Voerendaal und die Bussums Schaakgenootschap aufgestiegen. Beide Aufsteiger stiegen direkt wieder ab.

## Abschlusstabelle
| Pl.  | Verein                           | Sp | G | U | V | MP   | Brett-P.  |
| ---- | -------------------------------- | -- | - | - | - | ---- | --------- |
| 01.  | Hilversums Schaakgenootschap (M) | 9  | 9 | 0 | 0 | 18:0 | 62,5:27,5 |
| 02.  | hotels.nl/Groningen              | 9  | 5 | 2 | 2 | 12:6 | 54,0:36,0 |
| 03.  | HMC Calder                       | 9  | 6 | 0 | 3 | 12:6 | 52,5:37,5 |
| 04.  | Utrecht                          | 9  | 6 | 0 | 3 | 12:6 | 44,0:46,0 |
| 05.  | Schrijvers Rotterdam             | 9  | 5 | 1 | 3 | 11:7 | 47,0:43,0 |
| 06.  | Leidsch Schaakgenootschap        | 9  | 2 | 3 | 4 | 7:11 | 42,5:47,5 |
| 07.  | ESGOO Enschede                   | 9  | 3 | 1 | 5 | 7:11 | 37,5:52,5 |
| 08.  | Homburg Apeldoorn                | 9  | 3 | 0 | 6 | 6:12 | 44,0:46,0 |
| 09.  | Schaakvereniging Voerendaal (N)  | 9  | 2 | 1 | 6 | 5:13 | 42,5:47,5 |
| 010. | Bussums Schaakgenootschap (N)    | 9  | 0 | 0 | 9 | 0:18 | 23,5:66,5 |

## Entscheidungen
|     | Niederländischer Mannschaftsmeister: Hilversums Schaakgenootschap                 |
|     | Absteiger in die Klasse 1: Schaakvereniging Voerendaal, Bussums Schaakgenootschap |
| (M) | Meister der letzten Saison                                                        |
| (N) | Aufsteiger der letzten Saison                                                     |

## Kreuztabelle
| Ergebnisse | Ergebnisse                   | 01. | 02. | 03. | 04. | 05. | 06. | 07. | 08. | 09. | 010. |
| ---------- | ---------------------------- | --- | --- | --- | --- | --- | --- | --- | --- | --- | ---- |
| 01.        | Hilversums Schaakgenootschap |     | 5½  | 5½  | 8½  | 7   | 5½  | 8½  | 6½  | 7½  | 8    |
| 02.        | hotels.nl/Groningen          | 4½  |     | 6   | 8½  | 6½  | 5   | 4½  | 6   | 5   | 8    |
| 03.        | HMC Calder                   | 4½  | 4   |     | 5½  | 4   | 7½  | 7½  | 5½  | 5½  | 8½   |
| 04.        | Utrecht                      | 1½  | 1½  | 4½  |     | 5½  | 6½  | 6   | 5½  | 6   | 7    |
| 05.        | Schrijvers Rotterdam         | 3   | 3½  | 6   | 4½  |     | 5   | 5½  | 5½  | 6   | 8    |
| 06.        | Leidsch Schaakgenootschap    | 4½  | 5   | 2½  | 3½  | 5   |     | 5   | 5½  | 3½  | 8    |
| 07.        | ESGOO Enschede               | 1½  | 5½  | 2½  | 4   | 4½  | 5   |     | 2½  | 5½  | 6½   |
| 08.        | Homburg Apeldoorn            | 3½  | 4   | 4½  | 4½  | 4½  | 4½  | 7½  |     | 5½  | 5½   |
| 09.        | Schaakvereniging Voerendaal  | 2½  | 5   | 4½  | 4   | 4   | 6½  | 4½  | 4½  |     | 7    |
| 10.        | Bussums Schaakgenootschap    | 2   | 2   | 1½  | 3   | 2   | 2   | 3½  | 4½  | 3   |      |

## Die Meistermannschaft
| 1.            | Hilversums SG |
| Schachfiguren | Predrag Nikolić, Loek van Wely, Yasser Seirawan, Daniël Stellwagen, Erwin l’Ami, Jan Smeets, Vladimir Chuchelov, Friso Nijboer, Ruud Janssen, Jop Delemarre, Wouter Spoelman, Dennis de Vreugt, Henk Vedder, Wieb Zagema, Robin van Kampen. |